# The Mae Shi
The Mae Shi est un groupe américain de rock expérimental, originaire de Los Angeles, en Californie.

## Historique

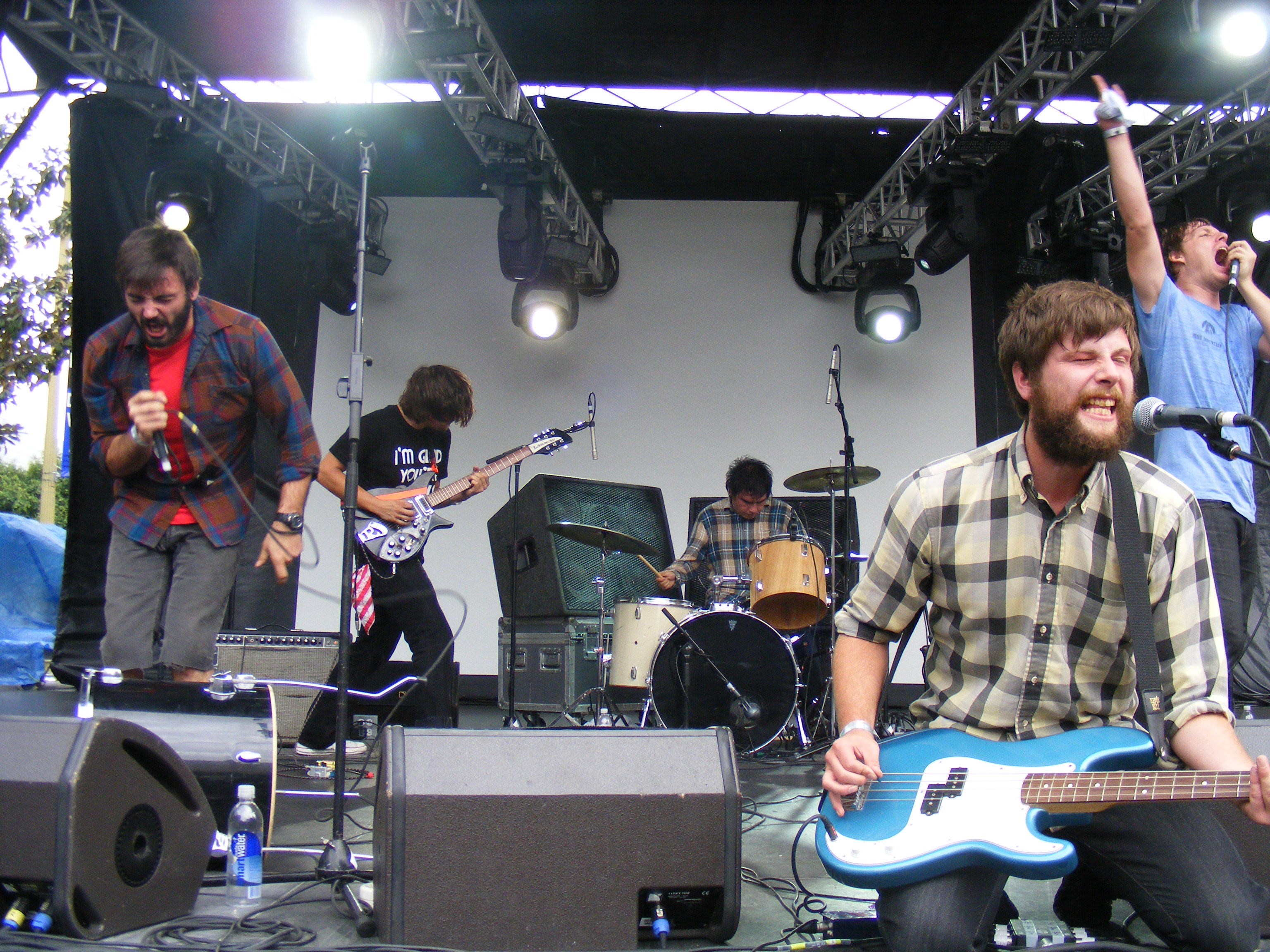
The Mae Shi au Detour Festival de Los Angeles.

The Mae Shi est formé par Tim Byron et Ezra Buchla, qui ont grandi ensemble à Claremont, dans la banlieue de Los Angeles. Tim Byron jouait alors de la guitare et Ezra Buchla, fils de Don Buchla, jouait des synthétiseurs Buchla. Ils étaient accompagnés par des batteurs changeants. Jeff Byron, le frère de Tim, les rejoint rapidement puis c'est au tour de Brad Breeck, rencontré au California Institute of the Arts, de compléter le groupe. Ils jouent leurs premiers concerts dans la scène underground de Los Angeles en 2003.
Ils sortent leur premier EP, To Hit Armor Class Zero, en 2004, puis leur premier album, Terrorbird, sur le label 5 Rue Christine, puis sur Kill Rock Stars. L'année suivante, leur deuxième album, Heartbeeps, sort sur les mêmes labels.
En 2005, ils publient l'EP Heartbeeps chez 5RC aux US, et Go Zbra au label suédois Deleted Art. Ils embarquent pour une tournée de cinq semaine en Europe en mai 2005 avec Rapider than Horsepower. De retour aux US en juin 2005, ils sont nommés « meilleur groupe punk/hardcore » aux LA Weekly Music Awards. En octobre 2005, ils embarquent pour une autre tournée américaine. Corey Fogel les rejoint en remplacement de Brad Breeck, mais devra partir dans l'immédiat à cause de problèmes familiaux ;  il rejoint finalement le groupe comme batteur à plein temps.
Leur premier DVD, Lock the Skull, Load the Gun, est publié en avril 2006 chez 5RC. En 2006, ils sortent Do Not Ignore the Potential, un album split avec Rapider than Horsepower, suivi en 2008 de HLLLYH, qui recevra un accueil élogieux de la part des critiques, notamment de Pitchfork. Le groupe sort aussi deux singles, Run to Your Grave, extrait de HLLLYH puis R U Professional l'année suivante, le 11 février 2008.
En 2010, le groupe se met en pause, les musiciens se concentrant sur d'autres projets parallèles. The Grays et Cooper deviendront Signals, Jeff Byron mène Physical Forms (avec le rappeur Busdriver) et Breeck joue sous le nom de Skull Tape,.

## Discographie

### Albums studio
- 2004 : Terrorbird
- 2005 : Heartbeeps
- 2008 : HLLLYH

### Singles
- 2008 : Run to Your Grave
- 2009 : R U Professional

### EP
- 2004 : To Hit Armor Class Zero

### Split
- 2006 : Do Not Ignore the Potential (avec Rapider than Horsepower)